# مقاطعة لنكن (أيداهو)
مقاطعة لينكون (بالإنجليزية: Lincoln County)‏ هي إحدى مقاطعات ولاية أيداهو في الولايات المتحدة الأمريكية.